# Lycée franco-australien de Canberra

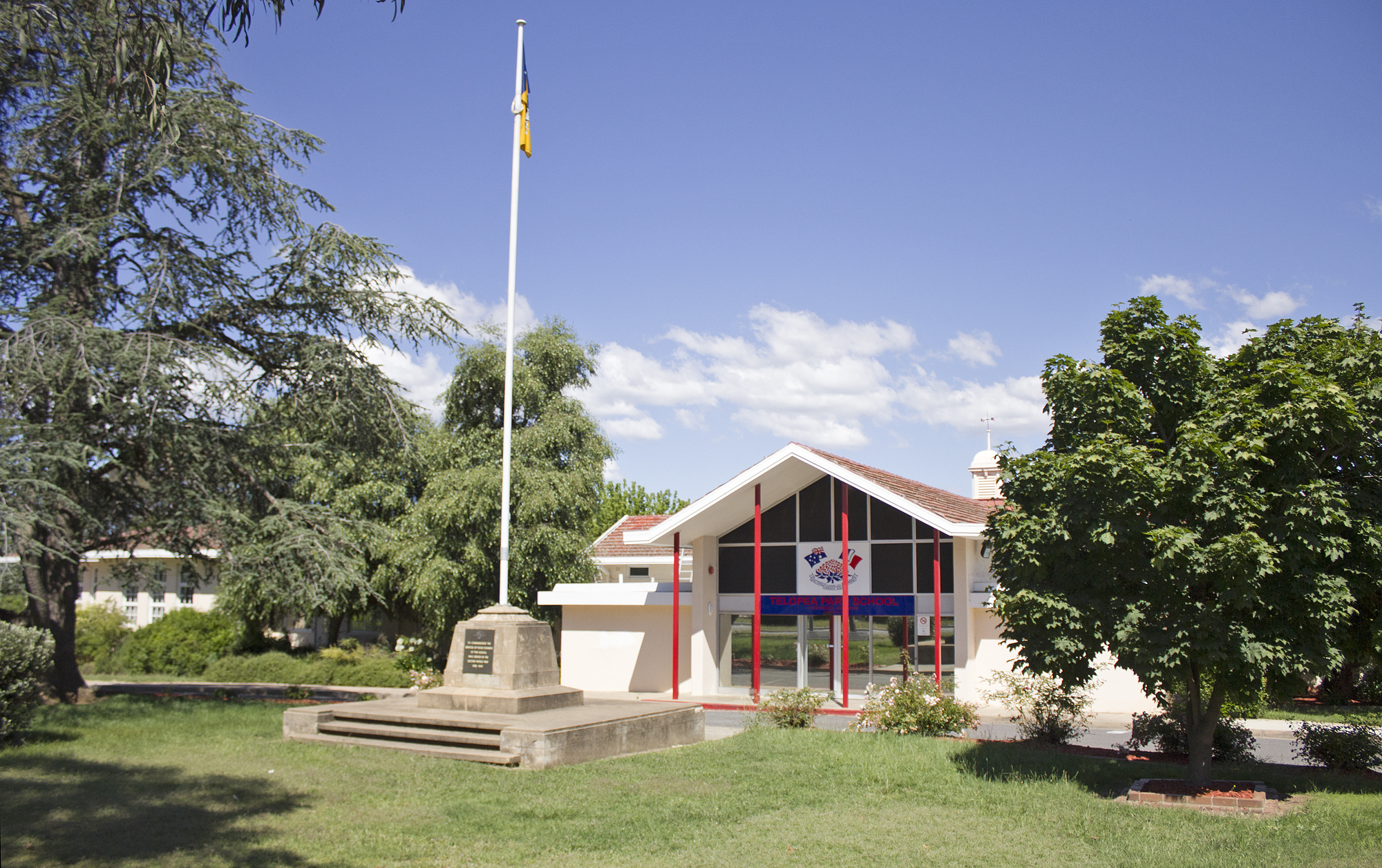
Lycée franco-australien de Canberra

Le Lycée franco-australien de Canberra (Telopea Park School ou TPS) est une école internationale publique à Barton, Canberra, Australie.
Le 11 septembre 1923 l'école a ouvert. En 1984 la section française a ouvert. Un traité de 1983 entre les gouvernements français et australien a créé une  école binationale.